# 서양쐐기풀
서양쐐기풀(西洋---, 학명: Urtica dioica 우르티카 디오이카[*])은 쐐기풀과의 여러해살이 초본식물이다. 유라시아와 북아프리카 및 북아메리카 지역에 널리 분포한다.

## 종내 분류군
- 간쑤쐐기풀(U. d. subsp. gansuensis C.J.Chen)
- 아프간쐐기풀(U. d. subsp. afghanica Chrtek)
- 쿠르드쐐기풀(U. d. subsp. kurdistanica Chrtek)

## 사진

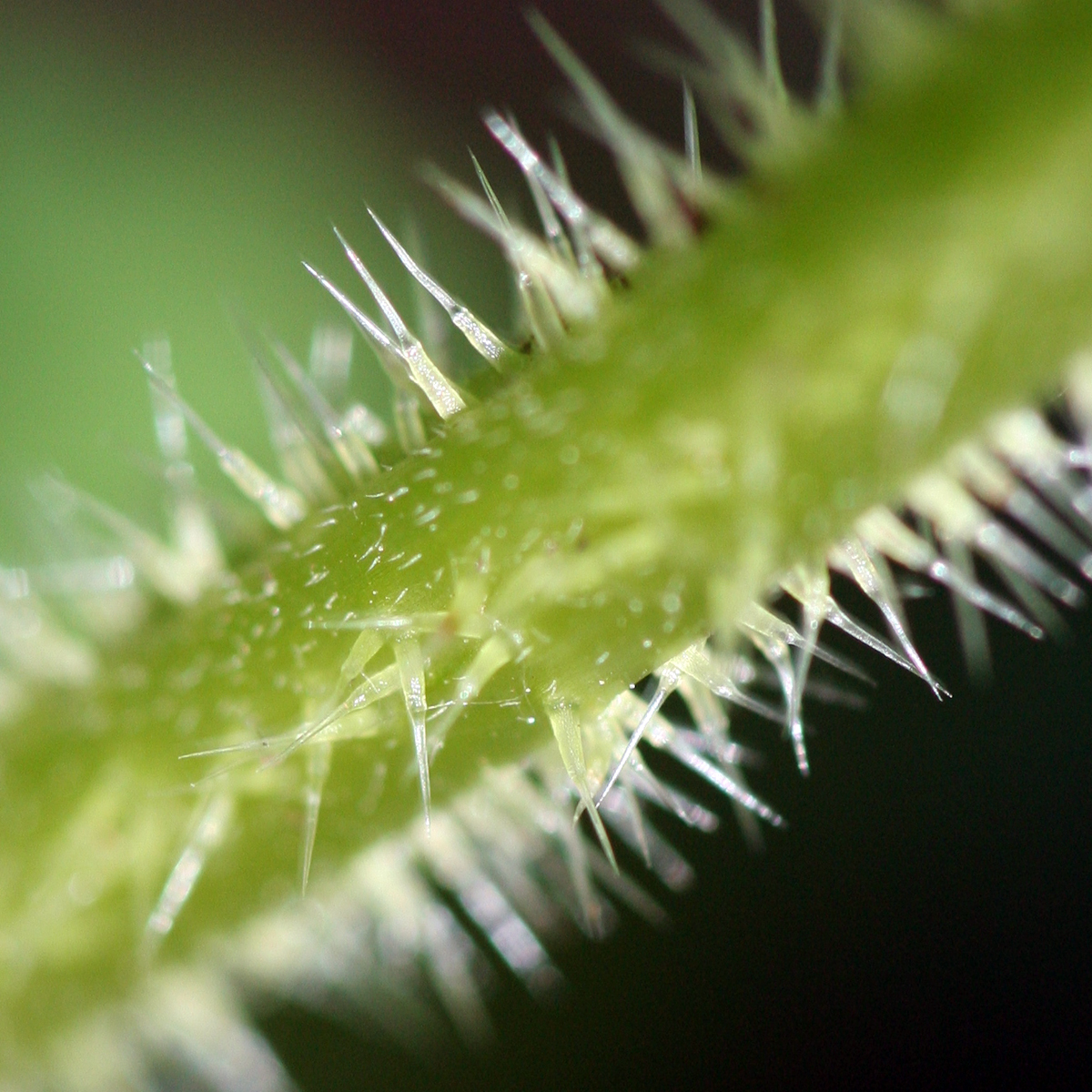
줄기
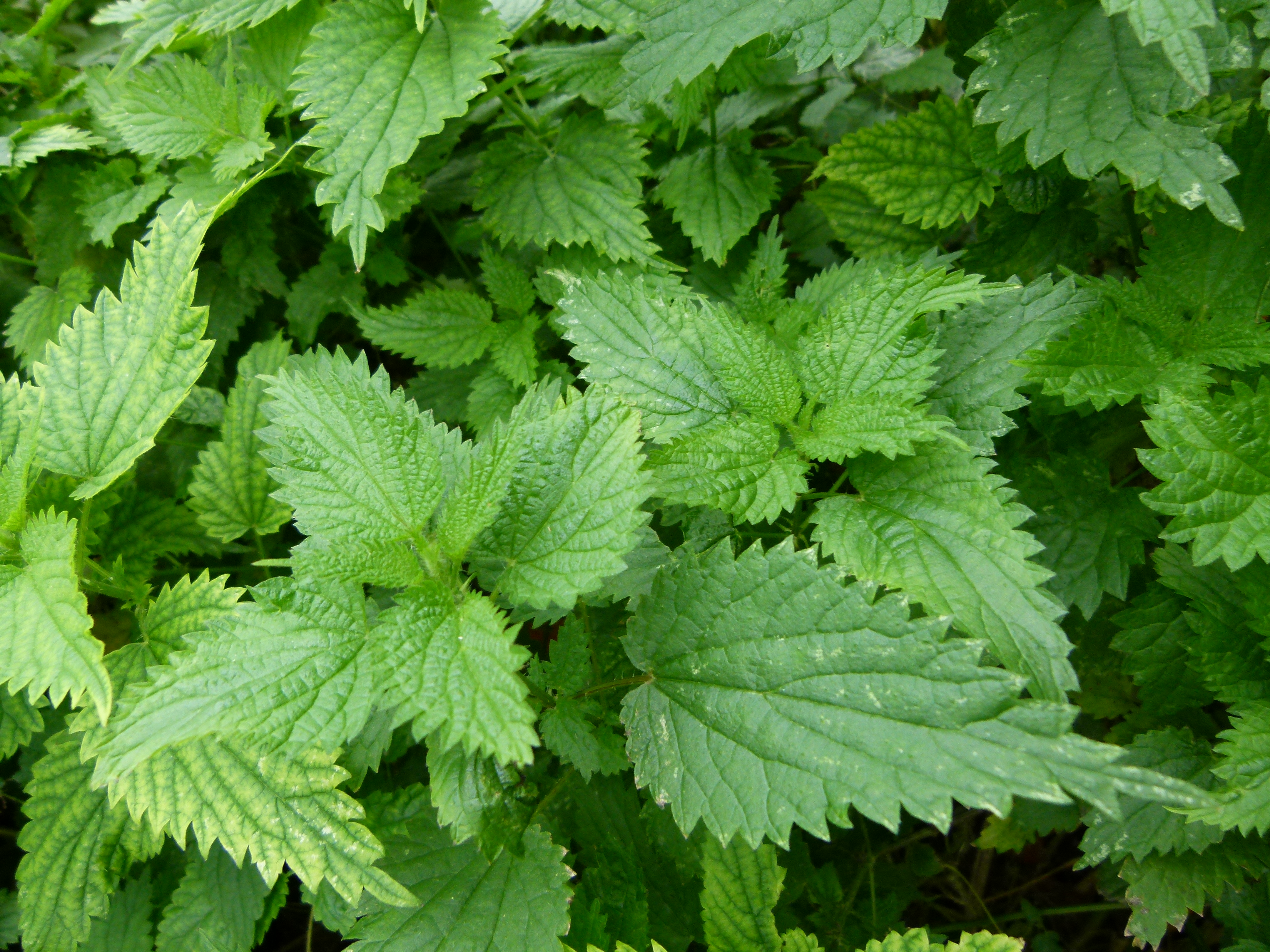
잎
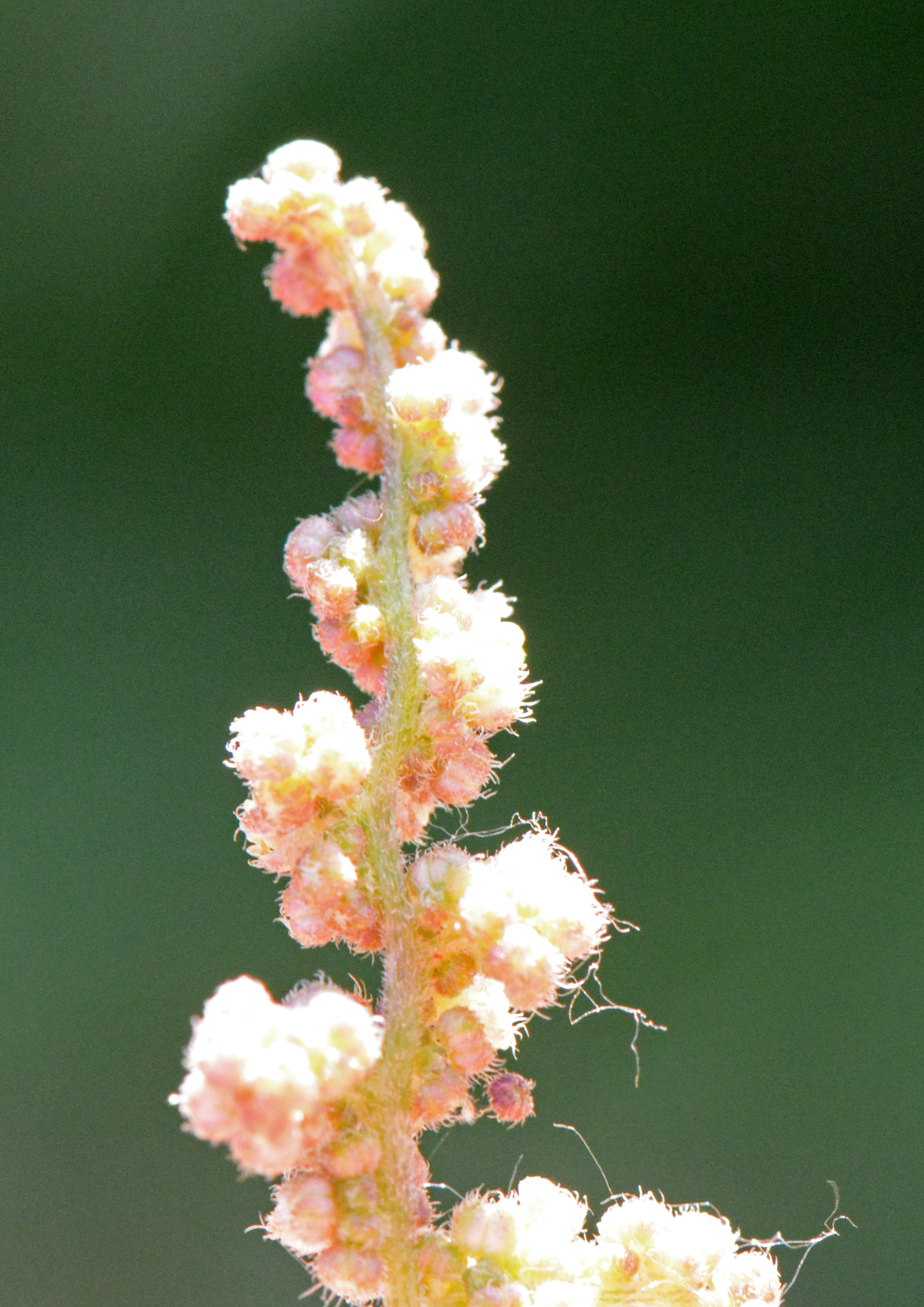
꽃
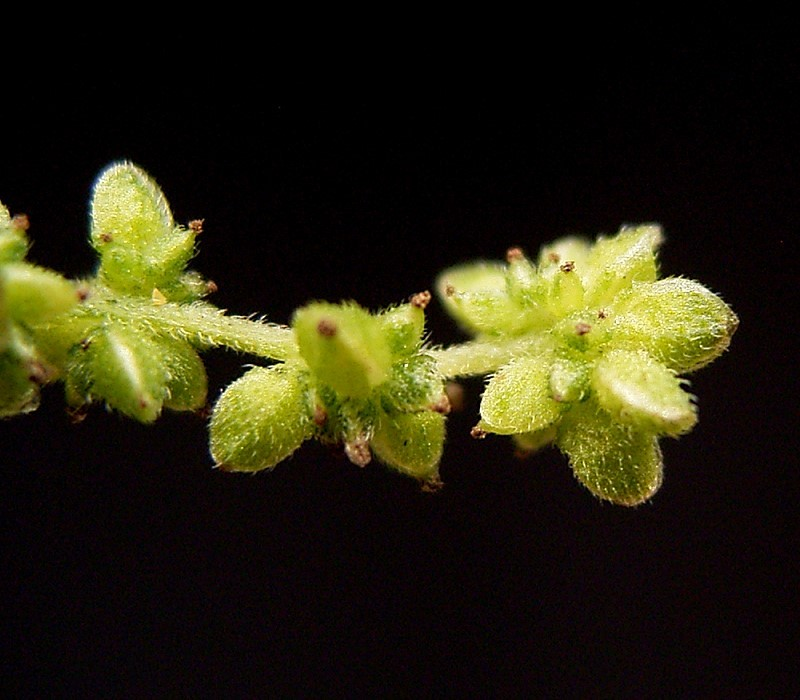
열매

## 같이 보기
- 쐐기풀속